# Blissville
Blissville es una parroquia canadiense situada en la provincia de Nuevo Brunswick.

## Superficie
Blissville tiene una superficie de 341,74 km².

## Demografía
En 2021, tenía 777 habitantes, una densidad poblacional de 2,3 hab./km², y 369 viviendas.